# نهر يوبا
نهر يوبا هو أحد أهم روافد نهر فيذير في ساكرامينتو فالي في ولاية كاليفورنيا في الولايات المتحدة الأمريكية. ويؤمن هذا النهر سدس تدفق نهر فيذير. ويبلغ طول حوضه حوالي 64 كم .
اسم يوبا أطلق من قبل البعثات الإسبانية المكسيكية في وقت مبكر أو الكشافة في المنطقة الذين وجدوا العنب البري على طول ضفاف النهر، واسمه هو باستخدام هجاء البديل لكلمة uvaالإسبانية بمعنى العنب.